# Toyota Financial Services
El negocio conocido como Toyota Financial Services cubre más de 30 países y regiones, incluyendo Japón. Las operaciones de servicios financieros están coordinados por una filial enteramente propiedad de Toyota Motor Corporation (TMC), Toyota Financial Services Corporation (TFSC), la cual tiene responsabilidad total sobre las filiales de servicios financieros globalmente.
La primera operación de TFS comenzó en Sídney, Australia, en 1982 como Toyota Finance Australia Limited y fue pronto seguida por operaciones en los EE. UU., Canadá, Europa, Asia y Oceanía.
TFS ha construido una red global que cubre aproximadamente el 90% de los mercados en los cuales Toyota vende sus vehículos. Principalmente centrado en los préstamos automovilísticos, los contratos de arrendamiento y los requisitos para la financiación del inventario de los concesonarios Toyota, TFS proporciona financiación para la venta de coches a aproximadamente 5,4 millones de clientes. Toyota Financial Service Corporation a través de su filial estadounidense "Toyota Motor Credit Corporation" posee el Toyota Financial Savings Bank, una institución bancaria industrial en Henderson (Nevada).
TFS ofrece a sus clientes japoneses servicios financieros que incluyen financiación para la venta de coches, tarjetas de crédito, ventas minoristas de bonos corporativos y fondos de inversiones y seguros.